# Reversi
Reversi ou Othello é um jogo de tabuleiro de estratégia para dois jogadores, jogado em um tabuleiro  8 × 8, normalmente da cor verde. Há sessenta e quatro peças de jogo idênticas chamadas discos, que são claras de um lado e escuras do outro. Os jogadores se revezam colocando peças  no tabuleiro com a cor atribuída voltada para cima. Durante uma jogada, quaisquer peças  da cor do adversário que estejam em linha reta (horizontal, vertical ou diagonal) e limitados pelo disco acabado de colocar e outro disco da cor do jogador atual serão revertidos (viradas) à cor do jogador atual.

## História

### Versão original
Os ingleses Lewis Waterman e John W. Mollett afirmam ter inventado o jogo de Reversi em 1883, cada um denunciando o outro como uma fraude. O jogo ganhou popularidade considerável na Inglaterra no final do século XIX.

## Torneios
A Federação Brasileira de Othelo (filiada a World Othello Federation) é a responsável pela divulgação e organização de torneios no Brasil. O Campeonato Brasileiro de Othello é o jogo mais importante e é disputado desde 2007. No primeiro ano, em 2007, o jogador argentino Daniel Olivares foi convidado e foi o campeão daquele ano, e nos anos seguintes ele foi disputado somente por jogadores do Brasil, com exceção da presença de Ismael Rodrigues, do Uruguai, em 2012. 
| Ano  | Campeã(o)         | Local       |
| ---- | ----------------- | ----------- |
| 2007 | Daniel Olivares   | São Paulo   |
| 2008 | Lucas Cherem      | São Paulo   |
| 2009 | Henrique Oliveira | São Paulo   |
| 2010 | Lucas Cherem      | São Paulo   |
| 2011 | Fabrício Silva    | São Paulo   |
| 2012 | Fabrício Silva    | São Paulo   |
| 2013 | Lucas Cherem      | São Paulo   |
| 2014 | Fabrício Silva    | São Paulo   |
| 2015 | Daniel Dantas     | São Paulo   |
| 2016 | Fabrício Silva    | Nova Odessa |
| 2017 | Gabriel Marden    | Indaiatuba  |
| 2018 | Fabrício Silva    | Campinas    |
| 2019 | Lucas Cherem      | São Paulo   |

Outro torneio realizado pela FBO é a Copa de Othello, que teve a sua primeira edição organizada em Nova Odessa em 28 de novembro de 2015. Vitor Paié Correia foi o campeão, o torneio contou com a participação de 20 jogadores. 
A II Copa de Othello foi disputada no Clube da Melhor Idade de Nova Odessa. Kauana Aguiar e Emerson Pimenta foram os campeões. Participaram deste torneio 24 jogadores. 
A terceira edição da Copa Othello (Reversi) foi disputada por 23 jogadores no salão de eventos da Paróquia São Jorge, na cidade de Nova Odessa, no sábado dia 20 de fevereiro de 2016. Jesualdo Túbero, Vitor Paié Correia, Gleber Antônio Ribeiro e Ketlyn Pimenta foram os melhores em cada categoria. 
Já foram realizados vinte edições da Copa de Othello, a última na cidade de Piracicaba
| Data       | Local              | Campeão              | Vice                    | Terceiro            | Jogadores |
| ---------- | ------------------ | -------------------- | ----------------------- | ------------------- | --------- |
| 28/11/2015 | Nova Odessa - SP   | Vitor Paié Correia   | Moisés Correia Jr.      | João Carlos Martins | 20        |
| 24/01/2016 | Nova Odessa - SP   | Emerson Pimenta      | Kauana Aguiar Teixeira  | Jesualdo Tubero     | 24        |
| 20/02/2016 | Nova Odessa - SP   | Jesualdo Tubero      | Vitor Paié Correia      | Ketlyn Pimenta      | 23        |
| 21/03/2016 | São Paulo - SP     | Fabrício Silva       | Lucas Cherem            | Moisés Correia Jr.  | 08        |
| 03/07/2016 | Nova Odessa - SP   | Lucas Cherem         | Evans Fritsch           | Moisés Correia Jr.  | 36        |
| 31/08/2016 | Indaiatuba - SP    | Dinah Godoi          | Guilherme Lisboa        | Moisés Correia Jr.  | 46        |
| 05/02/2017 | Nova Odessa - SP   | Evans Fritsch        | Gabriel Marden          | Vitor Paié Correia  | 24        |
| 21/05/2017 | Tiête - SP         | Mitsuru Dairokuno    | Jennifer Karine Rocha   | Jesualdo Tubero     | 52        |
| 25/06/2017 | Suzano - SP        | Mitsuru Dairokuno    | Gabriel Marden          | Rafael Furlan       | 11        |
| 20/08/2017 | Jundiaí - SP       | Jun Takemoto         | Fabrício Silva          | Alfredo Jara        | 06        |
| 03/09/2017 | Sumaré - SP        | Mitsuru Dairokuno    | Moisés Correia Jr.      | Jesualdo Tubero     | 08        |
| 06/05/2018 | Nova Odessa - SP   | Brian Vinícius Gomes | Mitsuru Dairokuno       | Evans Fritsch       | 33        |
| 18/08/2018 | Indaiatuba - SP    | Fabrício Silva       | Mitsuru Dairokuno       | Jesualdo Tubero     | 16        |
| 15/09/2018 | Florianópolis - SC | Moisés Correia Jr.   | Rodrigo Maycon Ferreira | Rafael Paié Correia | 32        |
| 27/10/2018 | São Carlos - SP    | Fabrício Silva       | Moisés Correia Jr.      | Alexandre Freitas   | 14        |
| 09/12/2018 | Indaiatuba - SP    | Mitsuru Dairokuno    | Moisés Correia Jr.      | Evans Fritsch       | 17        |
| 16/02/2019 | São Paulo - SP     | Lucas Cherem         | Moisés Correia Jr.      | Rafael Paié Correia | 04        |
| 07/04/2019 | Itatiba - SP       | Lucas Cherem         | Moisés Correia Jr.      | Evans Fritsch       | 16        |
| 10/08/2019 | Campinas - SP      | Lucas Cherem         | Moisés Correia Jr.      | Alexandre Freitas   | 08        |
| 19/01/2020 | Piracicaba - SP    | Mitsuru Dairokuno    | Paulo Kitada            | Moisés Correia Jr.  | 08        |

## Jogo Resolvido
Em 2023, o bioinformático japonês Hiroki Takizawa, conseguiu resolver o jogo.  A tarefa de “resolver” Otelo é enorme. Existem 10 octilhões de posições de jogo possíveis, o que significa que se você tivesse um laptop no nascimento do universo e começasse a testar um movimento por segundo, ainda estaria longe da conclusão hoje. Takizawa utilizou o cluster de supercomputação MN-J de sua empresa para realizar a tarefa. 